# Stefano Fantoni

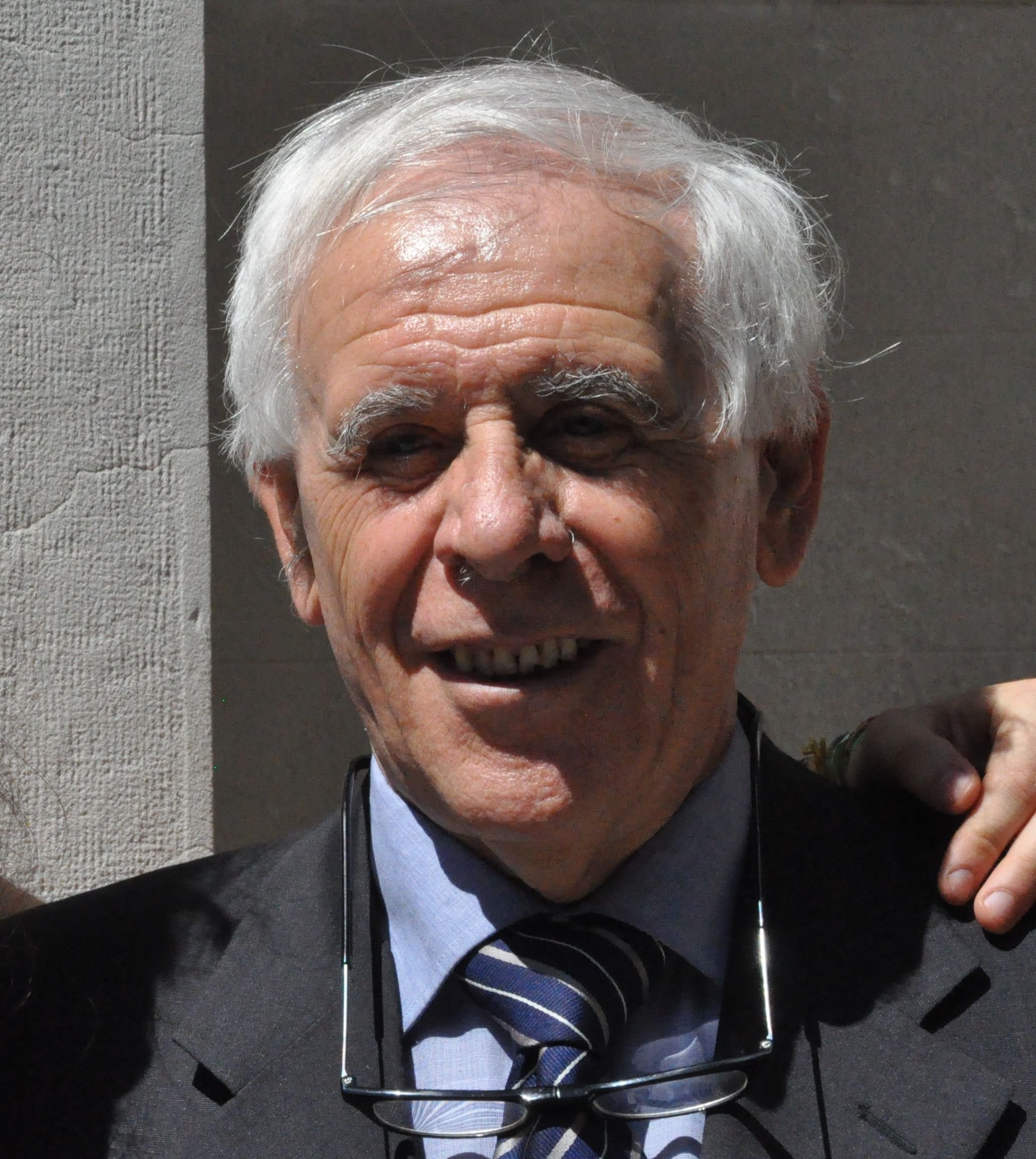
Stefano Fantoni (2019)

Stefano Fantoni (* 4. Juni 1945 in Tarent) ist ein italienischer theoretischer Physiker.
Fantoni ging in Livorno zur Schule und studierte Physik an der Universität Pisa mit Abschluss 1968 und Promotion an der Scuola Normale Superiore di Pisa 1970. Danach war er Dozent an der Universität Pisa, ab 1972 Assistenzprofessor und ab 1986 Professor. Bald darauf erhielt er den Lehrstuhl für Kernphysik an der Universität Lecce. Von 1991 bis 2000 war er Direktor des Labors für interdisziplinäre Forschung am SISSA in Triest, dessen Direktor er von 2004 bis 2010 war.
Er war 1977 Gastprofessor am Niels-Bohr-Institut in Kopenhagen, 1979 an der Universität Köln, von 1980 bis 1982 und 1984 an der University of Illinois at Urbana-Champaign, 1990 an der Thomas Jefferson National Accelerator Facility (CEBAF) und 2000 an der University of Washington in Seattle.
Er befasst sich mit quantenmechanischer Vielteilchenphysik insbesondere in der theoretischen Kernphysik. Dazu führte er Clusterentwicklungen (Fantoni-Rosati Cluster Expansion, FR) ein (mit Sergio Rosati), wandte Summationsmethoden für Clusterterme (Fermi Hyper Netted Chain, FHNC) an, nutzte die Theorie korrelierter Basisfunktionen (Correlated Basis Function Theory, CBF) und neue Monte-Carlo-Methoden (Auxiliary Field Diffusion Monte Carlo, AFDMC, mit Kevin Schmidt), mit Anwendungen auf Kernmaterie und Neutronenmaterie. Mit Vijay Pandharipande u. a. wandte er die CBF (ursprünglich von Eugene Feenberg in den 1960er Jahren eingeführt) in allen Ordnungen der Störungstheorie an, bewies deren Renormierbarkeit und berechnete Einteilchen-Greensfunktionen und Response-Funktionen in Kernmaterie. Das findet Anwendung bei der Interpretation von Elektronen- und Neutrinostreuung an schweren Kernen. Außer in der Kernphysik wandte er die Methoden auch zum Beispiel auf Bose-Einstein-Kondensate an und Supraflüssigkeiten (Helium 4) und den gebrochenzahligen Quanten-Hall-Effekt (FQHE).
Daneben forschte er auch zu Kommunikationsmodellen. In Triest führte er den ersten italienischen Master-Studiengang in Science Communication ein (am SISSA).
2007 erhielt er die Feenberg-Medaille mit Eckhard Krotscheck für seine führende Rolle in der Entwicklung und extensiven Anwendungen  der Methode der korrelierten Basisfunktionen, einschließlich dem Fortschritt der "'Fermi Hypernetted Chain Theory"', wodurch eine akkurate, quantitative, mikroskopische Beschreibung stark-wechselwirkender quantenmechanischer Vielteilchentheorie erzielt wurde, insbesondere für endliche Atomkerne (Laudatio). 2001 erhielt er den Kalinga-Preis der UNESCO, 2002 den Piazzano-Preis, 2004 den Pirelli International Prize und 2005 den Capo d’Orlando Preis.
Er ist seit 1969 verheiratet und hat zwei Kinder.

## Schriften (Auswahl)
- mit S. Rosati (Hrsg.): Condensed Matter Theories, Band 6, Plenum 1991
- mit E. Krotscheck, A. Fabrocini (Hrsg.): Introduction to Modern Methods of Quantum Many-Body Theory and Their Applications, Imperial College Press 2002,  ISBN 978-981-238-069-2. (darin von S. Fantoni: The nuclear many body problem)
- mit O. Benhar: Nuclear Matter Theory, CRC Press 2020. ISBN 978-0-8153-8666-7.
- mit Aldechi Fabrocini: The correlated basis function theory for Fermi systems, in: Jesus Navarro, Artur Polls (Hrsg.), Microscopic Quantum Many-Body Systems and their Applications, Springer 1998, S. 119–186